# Dávid József (atléta)
Dávid József (Zalán, 1900 – Csíkszereda, 1989) atléta, tanító.
A sepsiszentgyörgyi Székely Mikó Kollégiumból indult, előbb Nagyenyedre, majd Kolozsvárra (KAC) és Petrozsényba került mint atléta.
Kolozsváron dr. Somodi István tanítványaként érte el első jelentős eredményeit.
Országos bajnoki címei: 1923: diszkoszvetés (38,92 m), 1924: súlylökés (13,25 m), 1926: súlylökés (13,58 m), diszkoszvetés (44,44 m), 1926: súlyemelés, 1928: diszkoszvetés (40,18 m). 
Országos csúcsai: súlylökés: 13,52 m (1925. július, Arad), 14,06 m (1926. augusztus, Temesvár), diszkoszvetés: 45,06 m (1926. július, Temesvár), 45,54 m (1926. szeptember, Bukarest), 46,46 m (1926. október, Vulkán) – ez akkor olimpiai csúcs lett volna.
A párizsi olimpiára nem vitték őt sem, itthon maradt a többi romániai atlétával, pedig akkor érte el pályája csúcsát.
1928-ban az amszterdami olimpiai játékokon súlylökésben a 16., diszkoszvetésben a 28. helyen végzett.
A zaláni Dávid József Elemi Iskola – ahol tanított – viseli a nevét.